# Rhaudermoor
Rhaudermoor ist seit der Verwaltungs- und Gebietsreform vom 1. Januar 1973 ein Ortsteil der Gemeinde Rhauderfehn. Heute hat er 2940 Einwohner. Der Ortsteil umfasst neben Rhaudermoor auch die Dörfer und Wohnplätze Batzen, Jackebusch, Kamphusen und Rhauderwieke. Die Streusiedlung befindet sich etwa einen Kilometer nördlich von Westrhauderfehn, des Hauptortes der ostfriesischen Gemeinde. Die 3,42 Quadratkilometer große Gemarkung liegt auf  einer Höhe von 1,8 m ü. NHN.
Rhaudermoor ist eine 1769 gegründete Moorsiedlung, die von Rhaude ausgehend kolonisiert wurde. Das Areal war aber vermutlich schon vorher dünn besiedelt. So gab es die 1724 als die Rauder Moorhäusser und 1787 als Rhauder Mohrhäuser urkundlich genannten Wohngebäude vermutlich schon, als die Emder Kaufleute Harm von der Berge und Rötger Francisi im Jahre 1649 den erfolglosen Versuch unternahmen, in der Nähe der Rhauder Schanze ein Fehn nach holländischem Muster anzulegen. 1823 erhielt das Dorf seinen heutigen Namen. Unmittelbar vor der Verwaltungs- und Gebietsreform zählte Rhaudermoor 1420 Einwohner. Inzwischen ist diese Zahl durch die Ausweisung neuer Baugebiete auf etwa 2940 Bewohner gestiegen.